# Gordola
Gordola es una comuna y ciudad histórica suiza del cantón del Tesino, localizada en el distrito de Locarno, círculo de Navegna. Limita al norte con la comuna de Vogorno, al este con Cugnasco-Gerra y Lavertezzo, al sureste con Locarno, al suroeste y oeste con Tenero-Contra, y al noroeste con Mergoscia.

## Transportes
Ferrocarril
Cuenta con una estación ferroviaria en la que efectúan parada trenes de cercanías de TiLo.